# Liste der denkmalgeschützten Objekte in Zederhaus
Die Liste der denkmalgeschützten Objekte in Zederhaus enthält die 15 denkmalgeschützten, unbeweglichen Objekte der Gemeinde Zederhaus im Salzburger Bezirk Tamsweg.

## Denkmäler
| Foto |                 | Denkmal                                                                                 | Standort                                  | Beschreibung | Metadaten |
| ---- | --------------- | --------------------------------------------------------------------------------------- | ----------------------------------------- | --- | --- |
| ja   | Datei hochladen | Schüttkasten, Ersler-Kasten HERIS-ID: 28250 Objekt-ID: 24806                            | Lamm 5 Standort KG: Lamm                  | | BDA-Hist.: Q37918907 Status: Bescheid Stand der BDA-Liste: 2025-06-30 Name: Schüttkasten, Ersler-Kasten GstNr.: 715 Ersler-Kasten Zederhaus                          |
| ja   | Datei hochladen | Wegkapelle Taferner-Kapelle HERIS-ID: 28258 Objekt-ID: 24814                            | bei Lamm 22 Standort KG: Lamm             | | BDA-Hist.: Q37918951 Status: § 2a Stand der BDA-Liste: 2025-06-30 Name: Wegkapelle Taferner-Kapelle GstNr.: .99 Tafernerkapelle Zederhaus                            |
| ja   | Datei hochladen | Mühlbachergut HERIS-ID: 28235 Objekt-ID: 24791seit 2015                                 | Rothenwand 25 Standort KG: Rothenwand     | | BDA-Hist.: Q37918856 Status: Bescheid Stand der BDA-Liste: 2025-06-30 Name: Mühlbachergut GstNr.: 10 Mühlbachergut Zederhaus                                         |
| ja   | Datei hochladen | Hofkapelle Mariahilf-Kapelle HERIS-ID: 28227 Objekt-ID: 24783                           | bei Rothenwand 26 Standort KG: Rothenwand | Die Mariahilf-Kapelle wurde 1983 erbaut. Im Inneren steht ein neugotischer Altar. | BDA-Hist.: Q37918809 Status: § 2a Stand der BDA-Liste: 2025-06-30 Name: Hofkapelle Mariahilf-Kapelle GstNr.: 628 Mariahilfkapelle Rothenwand                         |
| ja   | Datei hochladen | Heimatmuseum Maurermühle HERIS-ID: 28156 Objekt-ID: 24710                               | Rothenwand 30 Standort KG: Rothenwand     | | BDA-Hist.: Q37918454 Status: § 2a Stand der BDA-Liste: 2025-06-30 Name: Heimatmuseum Maurermühle GstNr.: .18 Maurermühle, Rothenwand                                 |
| ja   | Datei hochladen | Heimatmuseum, Maurergut – Bauernhof und Getreidekasten HERIS-ID: 28154 Objekt-ID: 24708 | Rothenwand 30 Standort KG: Rothenwand     | Das Wohnhaus ist im Erdgeschoß gemauert, ansonsten ein Blockbau. Das mit Holzschindeln gedeckte Dach trägt ein Glockentürmchen. Der zweigeschoßige Getreidekasten ist zur Gänze gemauert und weist eine halbkreisförmige Giebelluke sowie eiserne Fensterklappen auf.                                 | BDA-Hist.: Q37918400 Status: Bescheid Stand der BDA-Liste: 2025-06-30 Name: Heimatmuseum, Maurergut – Bauernhof und Getreidekasten GstNr.: .18 Maurergut, Rothenwand |
| ja   | Datei hochladen | Maurerkreuz HERIS-ID: 28153 Objekt-ID: 24707                                            | bei Rothenwand 30 Standort KG: Rothenwand | Die Inschrift des Kruzifixes mit Christus am Kreuz und einem Engel stammt aus dem 19. Jahrhundert. | BDA-Hist.: Q37918385 Status: Bescheid Stand der BDA-Liste: 2025-06-30 Name: Maurerkreuz GstNr.: 315                                                                  |
| ja   | Datei hochladen | Essermühle im Dorfergraben HERIS-ID: 28271 Objekt-ID: 24828                             | bei Zederhaus 2 Standort KG: Zederhaus    | | BDA-Hist.: Q37919078 Status: § 2a Stand der BDA-Liste: 2025-06-30 Name: Essermühle im Dorfergraben GstNr.: 765/1                                                     |
| ja   | Datei hochladen | Bartlmühle HERIS-ID: 28260 Objekt-ID: 24816                                             | bei Zederhaus 2 Standort KG: Zederhaus    | | BDA-Hist.: Q37918966 Status: § 2a Stand der BDA-Liste: 2025-06-30 Name: Bartlmühle GstNr.: 765/1                                                                     |
| ja   | Datei hochladen | Bartlbauer-Kasten HERIS-ID: 28270 Objekt-ID: 24826                                      | bei Zederhaus 2 Standort KG: Zederhaus    | | BDA-Hist.: Q37919059 Status: § 2a Stand der BDA-Liste: 2025-06-30 Name: Bartlbauer-Kasten GstNr.: 765/1                                                              |
| ja   | Datei hochladen | Jakober-Kasten HERIS-ID: 28265 Objekt-ID: 24821                                         | bei Zederhaus 18 Standort KG: Zederhaus   | Der gemauerte Getreidekasten des Jakoberhofs stammt aus dem 18. Jahrhundert und wurde im Jahr 1999 restauriert. | BDA-Hist.: Q37919015 Status: § 2a Stand der BDA-Liste: 2025-06-30 Name: Jakober-Kasten GstNr.: 765/1                                                                 |
| ja   | Datei hochladen | Jakobermühle HERIS-ID: 28267 Objekt-ID: 24823                                           | bei Zederhaus 18 Standort KG: Zederhaus   | | BDA-Hist.: Q37919044 Status: § 2a Stand der BDA-Liste: 2025-06-30 Name: Jakobermühle GstNr.: 765/1                                                                   |
| ja   | Datei hochladen | Bauernhaus Walcherhaus HERIS-ID: 28273 Objekt-ID: 24830                                 | Zederhaus 19 Standort KG: Zederhaus       | | BDA-Hist.: Q37919108 Status: § 2a Stand der BDA-Liste: 2025-06-30 Name: Bauernhaus Walcherhaus GstNr.: .13                                                           |
| ja   | Datei hochladen | Kath. Pfarrkirche hl. Johannes der Täufer HERIS-ID: 28261 Objekt-ID: 24817              | Standort KG: Zederhaus                    | Die Pfarrkirche steht direkt an der Durchzugsstraße. Der einschiffige spätbarocke Langhausbau wurde im Jahr 1674 errichtet. Im 18. Jahrhundert erfolgten aber noch Umbauten wie z. B. Erhöhung des Westturms 1759. Der spätbarocke Hochaltar stammt aus den Jahren 1772/74, die Kanzel entstand 1741. | BDA-Hist.: Q37918981 Status: § 2a Stand der BDA-Liste: 2025-06-30 Name: Kath. Pfarrkirche hl. Johannes d. T. GstNr.: .32 Pfarrkirche Zederhaus                       |
| ja   | Datei hochladen | Friedhofskapelle HERIS-ID: 28262 Objekt-ID: 24818                                       | Standort KG: Zederhaus                    | Die Friedhofskapelle mit Flachbogenportal und Dreieckgiebel stammt aus der 2. Hälfte des 18. Jahrhunderts. | BDA-Hist.: Q37918995 Status: § 2a Stand der BDA-Liste: 2025-06-30 Name: Friedhofskapelle GstNr.: 2                                                                   |